# Jüdischer Friedhof (Olsbrücken)

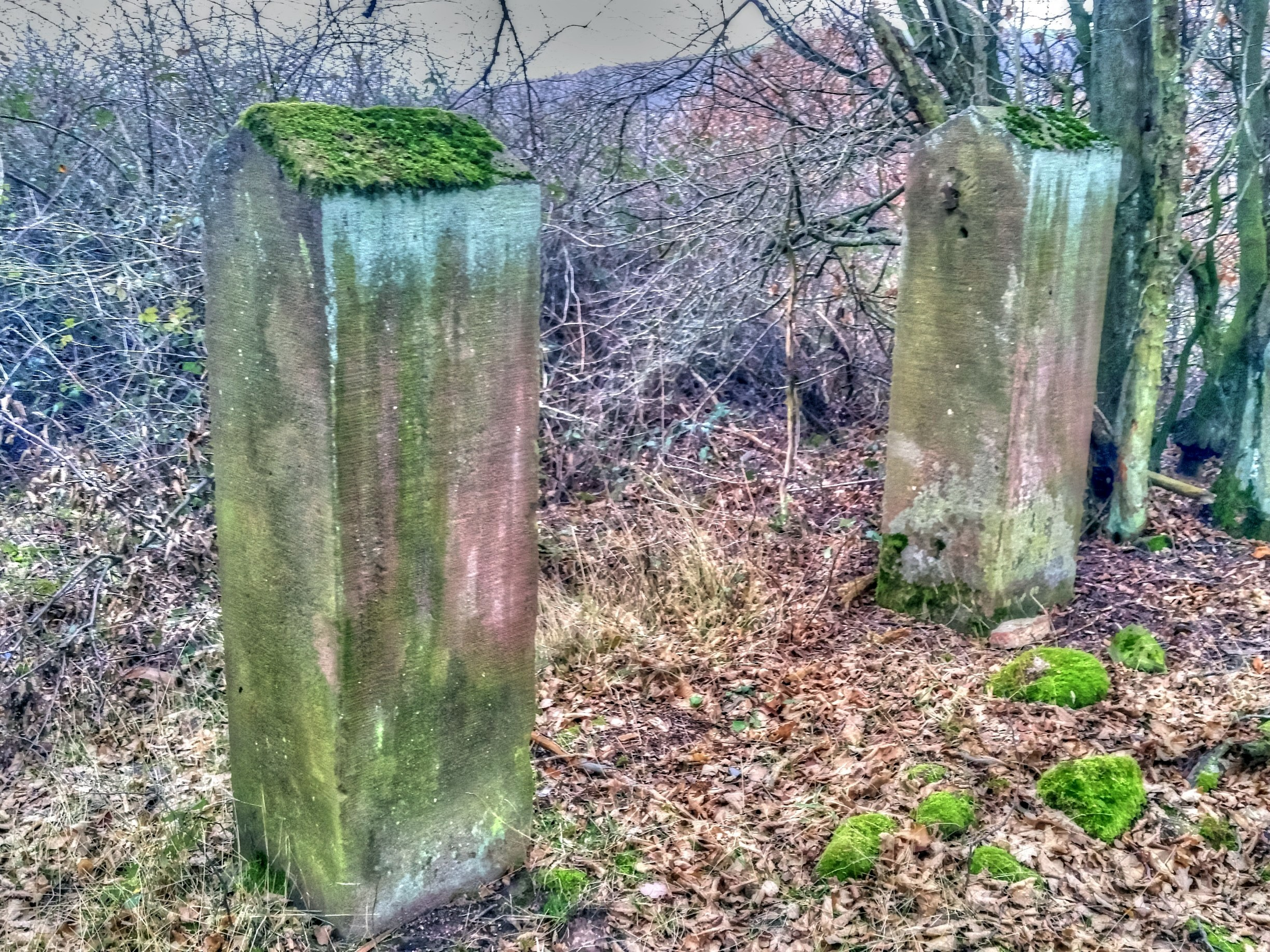
Denkmalzone Jüdischer Friedhof Olsbrücken

Der jüdische Friedhof Olsbrücken ist ein Friedhof in der Ortsgemeinde Olsbrücken im Landkreis Kaiserslautern in Rheinland-Pfalz. Er steht als Kulturdenkmal unter Denkmalschutz.
Der jüdische Friedhof liegt nordöstlich des Ortes südlich der Kreisstraße K 28 in der Flur Auf dem Wäsem.
Auf dem Friedhof, der im 19. Jahrhundert angelegt wurde, befinden sich keine Grabsteine mehr, sondern nur zwei Torpfosten und zwei Grabsteinsockel. Der Friedhof wurde im Jahr 1979 aufgelöst, abgeräumt und eingeebnet. Die Grabsteine wurden nach Niederkirchen umgesetzt und befinden sich auf dem neuen jüdischen Friedhof entlang des Weges vom Eingangstor in den Friedhof.